# Olula del Río (ort)
Olula del Río är en ort i Spanien.   Den ligger i provinsen Provincia de Almería och regionen Andalusien, i den sydöstra delen av landet, 400 km söder om huvudstaden Madrid. Olula del Río ligger 488 meter över havet och antalet invånare är 6 244.
Terrängen runt Olula del Río är huvudsakligen kuperad, men den allra närmaste omgivningen är platt. Olula del Río ligger nere i en dal som går i öst-västlig riktning. Runt Olula del Río är det ganska glesbefolkat, med 43 invånare per kvadratkilometer. Närmaste större samhälle är Albox, 13,6 km öster om Olula del Río. Omgivningarna runt Olula del Río är i huvudsak ett öppet busklandskap.